# Šéfe, to je věc!
Šéfe, to je věc! je československá televizní komedie z roku 1982 režírovaná Hynkem Bočanem. Film je 1. dílem ze série pěti volně navazujících komedií s podvodníky Pepanem, Járou a Marcelou. Celá série vyšla na DVD pod souborným názvem Šéfové.
Film vypráví o trojici podvodníků, a to je sňatkový podvodník Pepan, zloděj aut Jára a prostitutka Marcela.
Film Já to tedy beru, šéfe...!, ve kterém shodou okolností hraje také Petr Nárožný hlavní postavu, vypráví o něčem jiném a do série nepatří.

## Obsazení
| Petr Nárožný            | sňatkový podvodník Josef „Pepan” Mareček   |
| Karel Heřmánek          | zloděj aut Jára                            |
| Naďa Konvalinková       | prostitutka Marcela                        |
| Jaroslava Kretschmerová | Anežka Slámová                             |
| Vítězslav Jirsák        | vrátný v podniku Export-Import             |
| Jiří Lír                | vrátný v podniku Export-Import             |
| Jiří Hálek              | Ing. František Kos, zájemce o valuty       |
| Uršula Kluková          | Růžena Kosová, Františkova žena            |
| Karel Augusta           | kapesní zloděj Stanislav „Standa“ Havlíček |
| Miloslav Štibich        | překupník                                  |
| Pavel Nový              | frajer                                     |
| Vladimír Hrubý          | Sláma, Anežčin otec                        |
| Oldřich Velen           | příslušník VB                              |
| Václav Stýblo           | ředitel                                    |
| David Schneider         | domnělý pejskař                            |
| Pavel Spálený           | Sláma, Anežčin bratr                       |
| Vítězslav Černý         | technik VB                                 |
| Zdeněk Srstka           | Sláma, Anežčin bratr                       |
| Miloš Vávra             | Sláma, Anežčin bratr                       |
| Ladislav Potměšil       | příslušník VB                              |